# Andrioplecta
Andrioplecta là một chi bướm đêm thuộc phân họ Olethreutinae, họ Tortricidae Tortricidae.

## Các loài
- Andrioplecta dierli Komai, 1992
- Andrioplecta leucodora (Meyrick, 1928)
- Andrioplecta oxystaura (Meyrick, in Caradja & Meyrick, 1935)
- Andrioplecta phuluangensis Komai, 1992
- Andrioplecta pulverula (Meyrick, 1912)
- Andrioplecta rescissa (Meyrick, 1921)
- Andrioplecta shoreae Komai, 1992
- Andrioplecta suboxystaura Komai, 1992
- Andrioplecta subpulverula (Obraztsov, 1968)